# Медерас (Біхор)
Медерас (рум. Mădăras) — село у повіті Біхор в Румунії. Адміністративний центр комуни Медерас.
Село розташоване на відстані 434 км на північний захід від Бухареста, 32 км на південний захід від Ораді, 146 км на захід від Клуж-Напоки, 123 км на північ від Тімішоари.

## Населення
За даними перепису населення 2002 року у селі проживали 944 особи.
Національний склад населення села:
| Національність | Кількість осіб | Відсоток |
| -------------- | -------------- | -------- |
| румуни         | 711            | 75,3%    |
| словаки        | 196            | 20,8%    |
| угорці         | 37             | 3,9%     |

Рідною мовою назвали:
| Мова      | Кількість осіб | Відсоток |
| --------- | -------------- | -------- |
| румунська | 722            | 76,5%    |
| словацька | 192            | 20,3%    |
| угорська  | 30             | 3,2%     |